# Viile Satu Mare (gmina)
Viile Satu Mare – gmina w Rumunii, w okręgu Satu Mare. Obejmuje miejscowości Cionchești, Medișa, Tătărești, Tireac i Viile Satu Mare. W 2011 roku liczyła 3514 mieszkańców.